# Erastus Flavel Beadle
Pour les articles homonymes, voir Beadle.
Erastus Flavel Beadle, né le 9 septembre 1821 dans le Comté d'Oswego, État de New York, États-Unis, mort le 18 décembre 1894 à Cooperstown, est un pionnier dans l'édition des dime novels.

## Biographie
Erastus Beadle est le petit-fils de Benjamin Beadle qui combattit pendant la Guerre d'indépendance des États-Unis. Après un bref séjour dans le Michigan, la famille s'installe dans le Comté de Chautauqua (État de New York). Erastus travaille pour un meunier nommé Hayes. En 1838, il devient apprenti chez H & E Phinney (en), un éditeur de Cooperstown. Il apprend la composition, le clichage, la reliure et la gravure. Il épouse Mary Ann Pennington en 1846, et en 1847 le couple s'installe à  Buffalo, où Erastus travaille comme clicheur. En 1849, son frère Irwin vient à Buffalo, où il trouve un emploi de relieur. L'année suivante, les deux frères créent leur propre entreprise de clichage. Irwin quitte l'entreprise en 1856 et s'établit dans le Nebraska.
Erastus Beadle commence à publier des romans bon marché qui eurent un succès immédiat. Il lance alors l'édition de feuilletons hebdomadaires qui prirent le nom de « dime novel » (en référence au nom de la pièce de 10 cents) et dont la première série vit le jour en juin 1860. En trente ans, plusieurs milliers d'histoires furent ainsi publiées.

## Archives
Les archives d'Erastus Beadle sont conservées à l'Université du Delaware.

### Publications
- To Nebraska in 1857: A Diary of E. F. Beadle[2]
- Prentiss Ingraham, California Joe, the Mysterious Plainsman: The Strange Adventures of an Unknown Man, whose real identity, like that of the "Man of the Iron Mask," is still unsolved[3]
- Prentiss Ingraham, Adventures of Buffalo Bill from Boyhood to Manhood. Deeds of Daring, Scenes of Thrilling, Peril, and Romantic Incidents In the Early Life of W. F. Cody, the Monarch of Bordermen[4]